# Halitose
Halitose, denominada popularmente de mau hálito, é um sintoma no qual um odor evidente e desagradável está presente na respiração. Pode resultar em ansiedade entre os afetados e também é associado com depressão e sintomas de transtorno obsessivo-compulsivo.
Preocupações com o mau hálito podem ser divididas em casos genuínos e não genuínos. Naqueles que têm mau hálito genuíno, cerca de 85% dos casos vêm de dentro da boca. Nos demais casos, acredita-se ser devido a distúrbios no nariz, nos seios nasais, na garganta, nos pulmões, no esôfago ou no estômago. Raramente, o mau hálito pode ser devido a uma condição médica subjacente, como insuficiência hepática ou cetoacidose. Casos não genuínos ocorrem quando alguém acha que tem mau hálito, mas alguém não o consegue detectar. Estima-se que este configura entre 5% e 72% dos casos.
O tratamento depende da causa subjacente. As ações iniciais podem incluir a limpeza da língua, o uso de antisséptico bucal e o de fio dental. Evidências experimentais suportam o uso de enxaguante bucal contendo clorexidina ou cloreto de cetilpiridínio. Apesar de haver tentativa de se beneficiar do uso de limpadores de língua, não há dados suficientes para se tomarem conclusões objetivas. O tratamento da doença subjacente, como doença periodontal, cárie dentária ou a doença do refluxo gastroesofágico pode ajudar. O aconselhamento pode ser útil àqueles que acreditam erroneamente terem mau hálito.
As taxas estimadas de mau hálito variam de 6% a 50% da população. A preocupação com mau hálito é a terceira razão mais comum para as pessoas buscarem tratamento dentário, após a cárie dentária e a doença periodontal. Acredita-se que o sintoma torne-se mais comum com a idade, sendo, pois, visto como um tabu social que leva à estigmatização em relação aos afetados. Nos Estados Unidos, a população gasta mais de 1 bilhão de dólares por ano em remédios para tratar o sintoma.

## Causas
A halitose é um sinal de que algo no organismo está em desequilíbrio e deve ser identificado e tratado. Existem mais de 50 causas e, em aproximadamente 90% dos casos, se manifestam na boca. Pode ser de origem fisiológica (hálito da manhã, jejum prolongado, dietas inadequadas...), razões locais (higiene bucal deficiente, placas bacterianas retidas na língua (saburra) e/ou amígdalas, baixa produção de saliva, doenças da gengiva...) ou mesmo razões sistêmicas (diabetes, problemas renais ou hepáticos, prisão de ventre, entre outras).

### Alimentos
Alimentos muito temperados como alho, cebola, pimenta ou qualquer outro alimento de forte odor podem causar halitose. O mau hálito pode ser acentuado quando os resíduos alimentares se acumulam entre os dentes, nas pontes dentárias ou mesmo nas dentaduras.

### Bactérias
As bactérias que vivem na boca acabam proliferando-se devido aos resíduos de comida que ficam entre os dentes. Acumulam-se na língua, nas gengivas, no palato e na garganta. Como os resíduos fermentam, seus subprodutos geram gás sulfeto de hidrogênio, o mesmo gás presente nos ovos podres. Essas bactérias se proliferam muito na parte posterior da língua, criando um muco esbranquiçado que geralmente constata-se ao acordar pela manhã.
A saliva é uma defesa natural. Ela lava a cavidade bucal e permite a lubrificação necessária para manter as gengivas e as mucosas saudáveis. Além disso, combate a bactéria bucal que causa mau hálito. Essas bactérias são anaeróbicas, isso é, sobrevivem em locais onde há pouco ou nenhum oxigênio. A saliva contém, entre outras coisas, excesso de oxigênio, que elimina essas bactérias.
O cheiro desagradável que se manifesta quando acordamos procede da boca seca durante o sono e dos pulmões — devido a presença de corpos cetônicos provenientes da queima de gordura. As glândulas salivares restringem ao mínimo sua produção durante as horas do sono devido ao não uso da saliva. A boca resseca e as bactérias multiplicam-se, fazendo com que o mau hálito seja intensificado.

### Causas sistêmicas
Causas genéticas
Uma entre as várias causas de mau hálito em humanos e animais pode ser o desequilíbrio da trimetilamina durante o processo digestivo. A trimetilaminúria é uma desordem genética na qual o corpo é incapaz de metabolizar a trimetilamina dos alimentos. Os pacientes com tal problema desenvolvem um típico odor de peixe no suor, na urina e no hálito, principalmente após o consumo de alimentos ricos em colina. A trimetilaminuria é uma desordem autossômica recessiva que envolve uma deficiência de oxidase da trimetilamina. Evitar alguns tipos alimentos pode ajudar a diminuir seus efeitos, já que não existe cura para o problema.

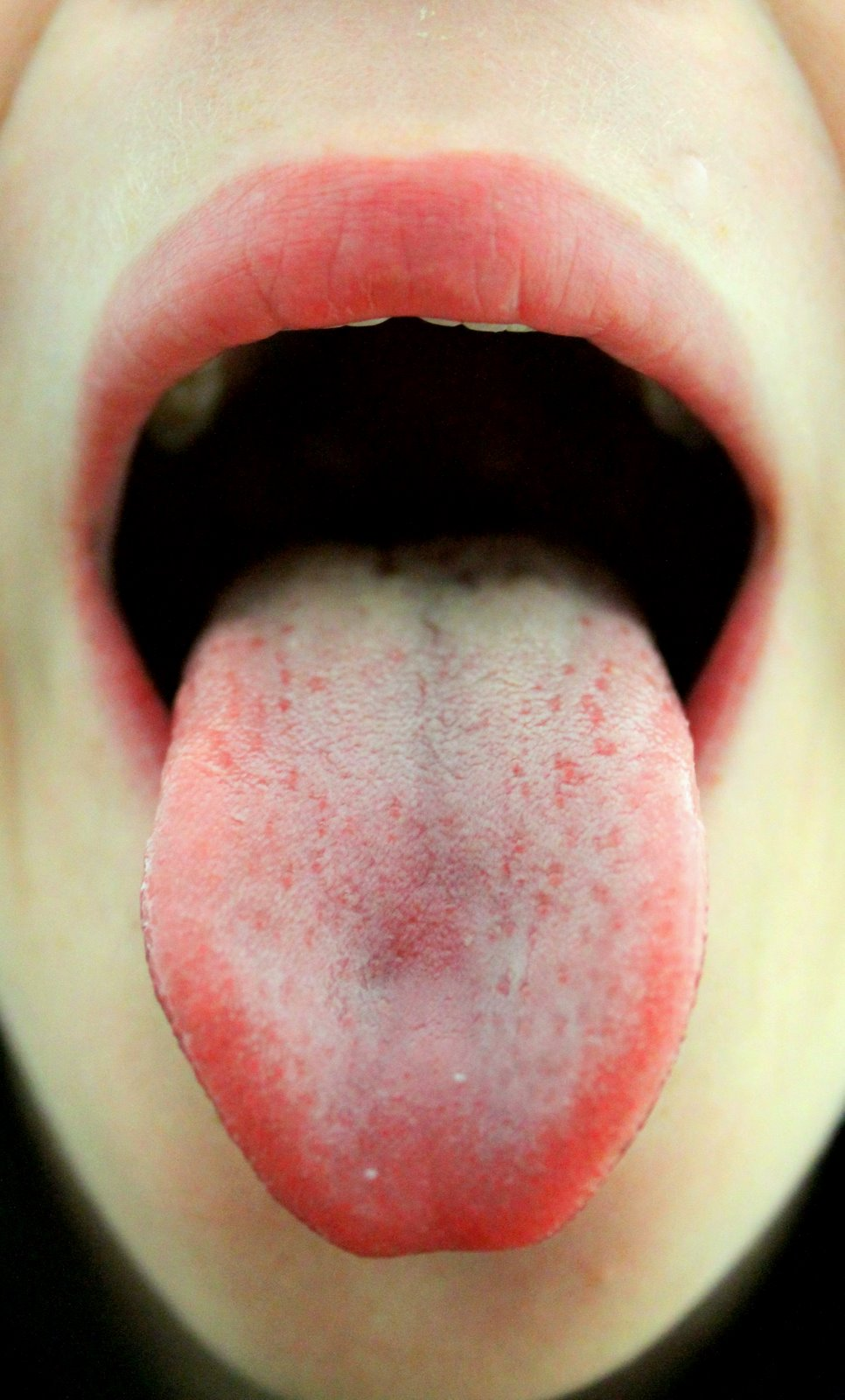
A saburra lingual, originada da má higienização da boca, é a principal causa da halitose.

Já um percentual pequeno de indivíduos no mundo todo é incapaz de converter o metanotiol em gás inodoro durante o processo digestório devido a uma mutação genética congênita que apresentam. Em virtude disso, o hálito delas tem cheiro semelhante ao do repolho podre, segundo revelou artigo de pesquisadores holandeses na revista médica Nature Genetics em 2017. Inicialmente, eles descobriram compostos de enxofre que não deveriam estar na urina dessas pessoas analisadas. Eles supuseram, então, que esses indivíduos têm uma disfunção metabólica de origem genética que faz com que uma enzima — que se supõe agilizar o metabolismo do corpo — não cumpra sua função. Portanto, como os compostos de enxofre não podem ser quebrados, estes se acumulam no corpo e produzem um hálito com cheiro de podre.
As análises desses cientistas constataram que o hálito anormal dos pacientes analisados tem uma causa genética, ou seja, um erro no gene SELENBP1 faz com que eles não possuam a enzima (proteína) relacionada à quebra do metanotiol. Já pesquisadores de outra universidade holandesa revelaram que uma enzima presente numa bactéria muito promissora na limpeza de esgotos possui a mesma capacidade de decompor o metanotiol e o converter em gases inodoros. Tal enzima é semelhante àquela presente no gene SELENBP1 dos indivíduos sem a disfunção genética que causa o mau hálito.
Outras causas sistêmicas
A doença de refluxo gastroesofágico, bem como insuficiências renais ou hepáticas, também pode ser causadora. Nestes últimos casos, a ocorrência se deve à excreção das toxinas desses órgãos pelos pulmões.

### Saburra lingual
É a massa composta de células descamadas da boca, de bactérias, de muco da saliva e de restos alimentares que aderem à superfície da língua. Ela é responsável por grande parte dos tipos de halitose e o maior desafio é descobrir por que ela se formando, pois, mesmo realizando a limpeza da língua corretamente, algumas pessoas podem continuar a apresentar formação acentuada de saburra.

### Outras causas
Os especialistas concordam que stress e medicamentos (em especial os controlados, como os antidepressivos) são também responsáveis pelo mau hálito. Eles inibem a produção de saliva, o que aumenta a quantidade da proteína mucina. Ela atrai restos de alimentos e, dessa maneira, forma-se na língua uma camada branca, chamada saburra, onde proliferam bactérias que lançam o gás sulfídrico.
Em resumo, a halitose geralmente está associada à existência de cáries e a má higiene bucal, porém pode ter outra origem como a respiratória, (sinusite e amidalite) digestiva, (erupção gástrica, dispepsia, neoplasias e úlcera duodenal) e a de origem metabólica e sistêmica (diabetes, enfermidades febris, alterações hormonais, secura da boca, estresse).

## Mau hálito e estômago
Pesquisas efetuadas pela Associação Brasileira de Halitose, (ABHA) concluíram ser mito que mau hálito tenha origem no estômago. Segundo essa pesquisa, isso raramente acontece, e constatou-se ainda que tal engano ainda persiste entre muitos profissionais da área da saúde.
A polêmica existe porque associou-se estômago vazio com halitose. É verdade, mas é um fenômeno passageiro. Quando se permanece por mais de quatro horas sem se alimentar, o corpo sofre com hipoglicemia. Ou seja, existe uma diminuição na quantidade de açúcar para o organismo queimar. Dessa forma, o organismo passa a consumir o ácido graxo (gordura), que está presente na corrente sanguínea. O problema é que ele possui um odor fétido e é volátil. Quando o indivíduo expira e acontece a troca de gases no pulmão — oxigênio e gás carbônico —, o cheiro ruim do ácido graxo é eliminado. É justamente por isso que a maioria das pessoas tem halitose pela manhã. Mas basta alimentar-se e o mau cheiro cessa.
Parte do hálito alterado pode se dar devido à liberação de corpos cetônicos, dando origem ao hálito cetônico.

## Autoidentificação da halitose
1. Fazer um autoexame na língua, diante de um espelho, para verificar se há saburra lingual, que é uma espécie de massa esbranquiçada ou amarelada que se deposita na parte de trás (dorso posterior) da língua;
2. Perguntar a uma criança (ou a alguém de sua confiança, e.g.: pai, mãe) se ela sente em você algum mau odor bucal (as crianças e os pais geralmente são muito sinceros e não têm vergonha de dizer o que pensam);
3. Consultar um profissional apto a tratar halitose, pois ele tratará a causa e o efeito do problema, tendo o profissional a máquina japonesa OralChroma ou o halímetro (equipamentos que medem o hálito).